# محافظة بنه توان
محافظة بنه توان  ( بالفيتنامية : Bình Thuận ) هي إحدى محافظات فيتنام. وتقع في الساحل وسط جنوبي. وتعتبر أحيانا جزءا من الجنوب الشرقي.

## المصدر
1. 1 2   https://www.gso.gov.vn/en/px-web/?pxid=E0201&theme=Population%20and%20Employment. {{استشهاد ويب}}: |url= بحاجة لعنوان (مساعدة) والوسيط |title= غير موجود أو فارغ (من ويكي بيانات) (مساعدة)
2. ↑   https://monre.gov.vn/VanBan/Lists/VanBanChiDao/Attachments/3012/b4.3_Signed.pdf. {{استشهاد ويب}}: |url= بحاجة لعنوان (مساعدة) والوسيط |title= غير موجود أو فارغ (من ويكي بيانات) (مساعدة)
3. 1 2   https://www.gso.gov.vn/en/px-web/?pxid=E0203-07&theme=Population%20and%20Employment. {{استشهاد ويب}}: |url= بحاجة لعنوان (مساعدة) والوسيط |title= غير موجود أو فارغ (من ويكي بيانات) (مساعدة)
4. ↑   http://postcode.vn/. {{استشهاد ويب}}: |url= بحاجة لعنوان (مساعدة) والوسيط |title= غير موجود أو فارغ (من ويكي بيانات) (مساعدة)
5. ↑   https://mabuuchinh.vn/. {{استشهاد ويب}}: |url= بحاجة لعنوان (مساعدة) والوسيط |title= غير موجود أو فارغ (من ويكي بيانات) (مساعدة)
6. ↑  ميوزك برينز (بالإنجليزية), MetaBrainz Foundation, QID:Q14005

## روابط إضافية
- Official Site of Binh Thuan Government
- Local news in Binh Thuan Province نسخة محفوظة 15 سبتمبر 2015 على موقع واي باك مشين.